# Galianthe
Galianthe är ett släkte av måreväxter. Galianthe ingår i familjen måreväxter.

## Dottertaxa tillGalianthe, i alfabetisk ordning[1]
- Galianthe andersonii
- Galianthe angustifolia
- Galianthe aurelii
- Galianthe bisepala
- Galianthe bogotensis
- Galianthe boliviana
- Galianthe brasiliensis
- Galianthe canindeyuensis
- Galianthe centranthoides
- Galianthe chiquitosiana
- Galianthe chodatiana
- Galianthe cymosa
- Galianthe cyperoides
- Galianthe dichotoma
- Galianthe elegans
- Galianthe equisetoides
- Galianthe eupatorioides
- Galianthe fastigiata
- Galianthe gertii
- Galianthe grandifolia
- Galianthe guaranitica
- Galianthe hassleriana
- Galianthe hispidula
- Galianthe humilis
- Galianthe kempffiana
- Galianthe krausei
- Galianthe lanceifolia
- Galianthe latistipula
- Galianthe laxa
- Galianthe liliifolia
- Galianthe linearifolia
- Galianthe longifolia
- Galianthe longisepala
- Galianthe macedoi
- Galianthe matogrossiana
- Galianthe montesii
- Galianthe parvula
- Galianthe peruviana
- Galianthe polygonoides
- Galianthe pseudopetiolata
- Galianthe ramosa
- Galianthe reitzii
- Galianthe souzae
- Galianthe sudyungensis
- Galianthe thalictroides
- Galianthe vaginata
- Galianthe valerianoides
- Galianthe verbenoides